# Weißkehl-Fächerschwanz
Der Weißkehl-Fächerschwanz (Rhipidura albicollis) ist eine Singvogelart aus der Gattung der Fächerschwänze (Rhipidura).

## Merkmale
Männliche und weibliche Weißkehl-Fächerschwänze haben ein ähnliches Aussehen. Das Gefieder ist komplett schwarz mit Ausnahme eines weißen Bandes am Hals und eines weißen Überaugenstreifs. Der Schwanz, der oft fächerartig ausgebreitet wird, ist ebenfalls schwarz, wobei er bis auf die zwei mittleren Steuerfedern weiße Spitzen aufweist. Die Iris ist braun, der Schnabel bräunlich schwarz und die Beine bräunlich. Das Körpergewicht beträgt durchschnittlich 13 g. Der Gesang besteht aus einer Strophe von sechs bis sieben zunächst ansteigenden und dann abfallenden Noten.

## Lebensweise
Der Weißkehl-Fächerschwanz kommt in einer Vielzahl von Lebensräumen vor, darunter in Wäldern, an Waldrändern, in Gärten, in Tief- und Bergland. Die Art ernährt sich von Wirbellosen wie Insekten.

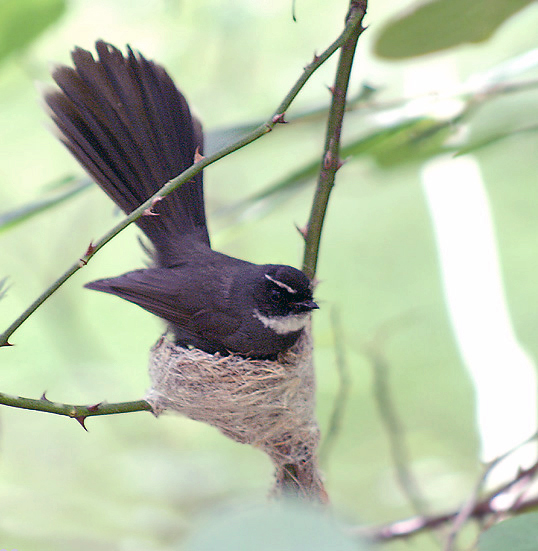
Adultes Tier beim Brüten
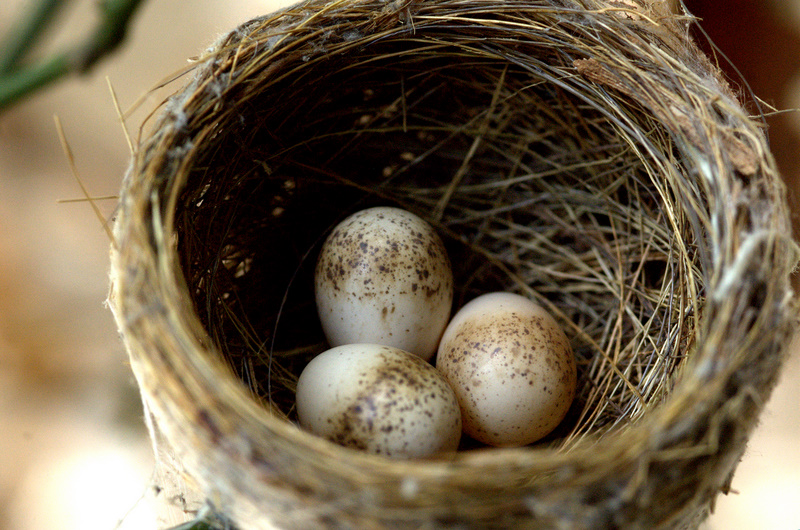
Gelege mit drei Eiern
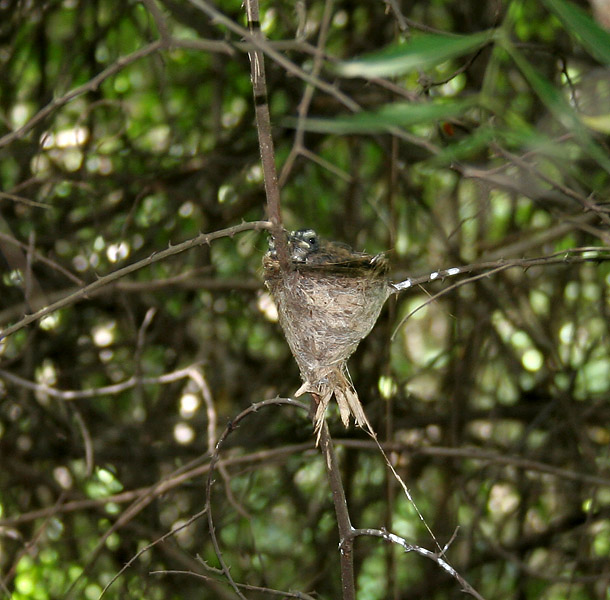
Vogelnest mit Nestlingen

## Verbreitung
Das Verbreitungsgebiet reicht von Nordost-Pakistan über West-Nepal und den Norden und Osten Indiens nach Bhutan, Bangladesch, Myanmar, Südchina (Südost-Xizang, Süd-Sichuan, Guangxi und Hainan), Thailand, Nord-Indochina, die Malaiische Halbinsel, Borneo und Sumatra. Die Weltnaturschutzunion (IUCN) stuft die Art aufgrund ihres großen Verbreitungsgebiets als nicht gefährdet ein.

## Taxonomie
Die Art wurde 1818 von dem französischen Ornithologen Louis Pierre Vieillot als Platyrhynchos albicollis erstbeschrieben. Es werden folgende neun Unterarten unterschieden:
- Rhipidura albicollis albicollis (Vieillot, 1818): Himalaya (West-Nepal und Sikkim)
- Rhipidura albicollis atrata Salvadori, 1879: Süd-Thailand bis zur Malaiischen Halbinsel und Sumatra
- Rhipidura albicollis canescens (Koelz, 1939): Westlicher Himalaya (Pakistan und Kaschmir bis West-Nepal)
- Rhipidura albicollis celsa Riley, 1929: Südost-Tibet bis Süd-China, Hainan, West-Thailand und nördliches Indochina
- Rhipidura albicollis cinerascens Delacour, 1927: Süd-Indochina
- Rhipidura albicollis kinabalu Chasen, 1941: Berge im Norden Borneos (Kinabalu bis Murud und Gunung Mulu)
- Rhipidura albicollis orissae Ripley, 1955: Nordosten Indiens
- Rhipidura albicollis sarawacensis Chasen, 1941: Nord-Borneo
- Rhipidura albicollis stanleyi E. C. S. Baker, 1916: Östlicher Himalaya bis Assam und Myanmar